# خفر (سمیرم)
خفر روستایی با مردمان تبار در دهستان پادنا وسطی، بخش پادنا، شهرستان سمیرم، استان اصفهان در ایران است. طبق سرشماری سال ۱۳۸۵، جمعیت آن ۱۳۹۶ نفر، در ۴۰۶ خانوار بود.
در جلد دهم کتاب فرهنگ جغرافیایی ایران در مورد این روستا اینگونه نوشته است:خفر، دهی از بخش سمیرم بالا شهرستان شهرضا است. در ۵۲ کیلومتری جنوب باختر سمیرم. متصل به راه مالرو خفر به شیبانی. کوهستانی و سردسیر. سکنه ۲۰۰ نفر شیعه مذهب و لر زبان، شغل مردم زراعت و قالی‌بافی. محصولات غلات و حبوبات. دبستان و زیارتگاه دارد.

## نگارخانه

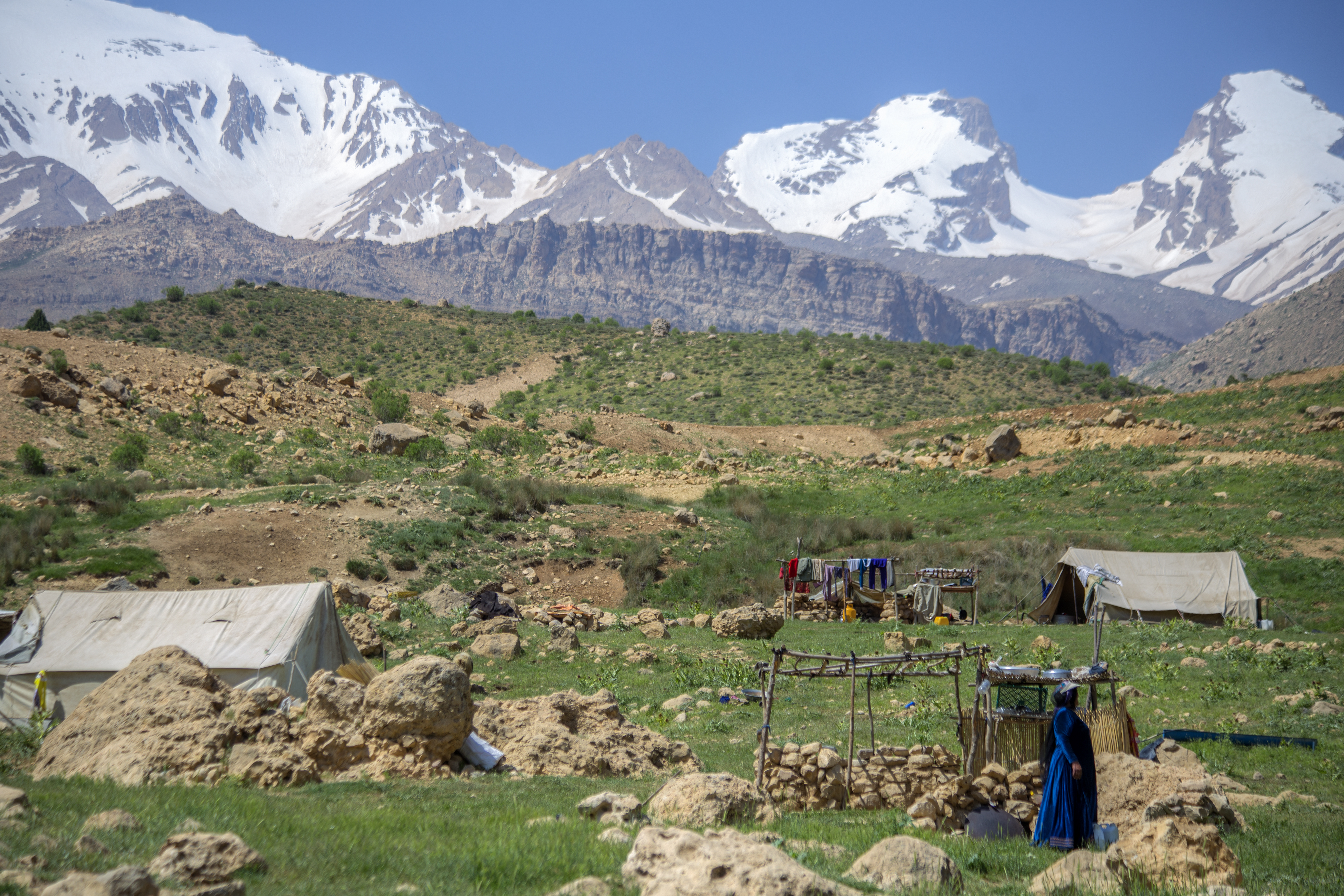
عشایر اطراف روستای خفر پادنا
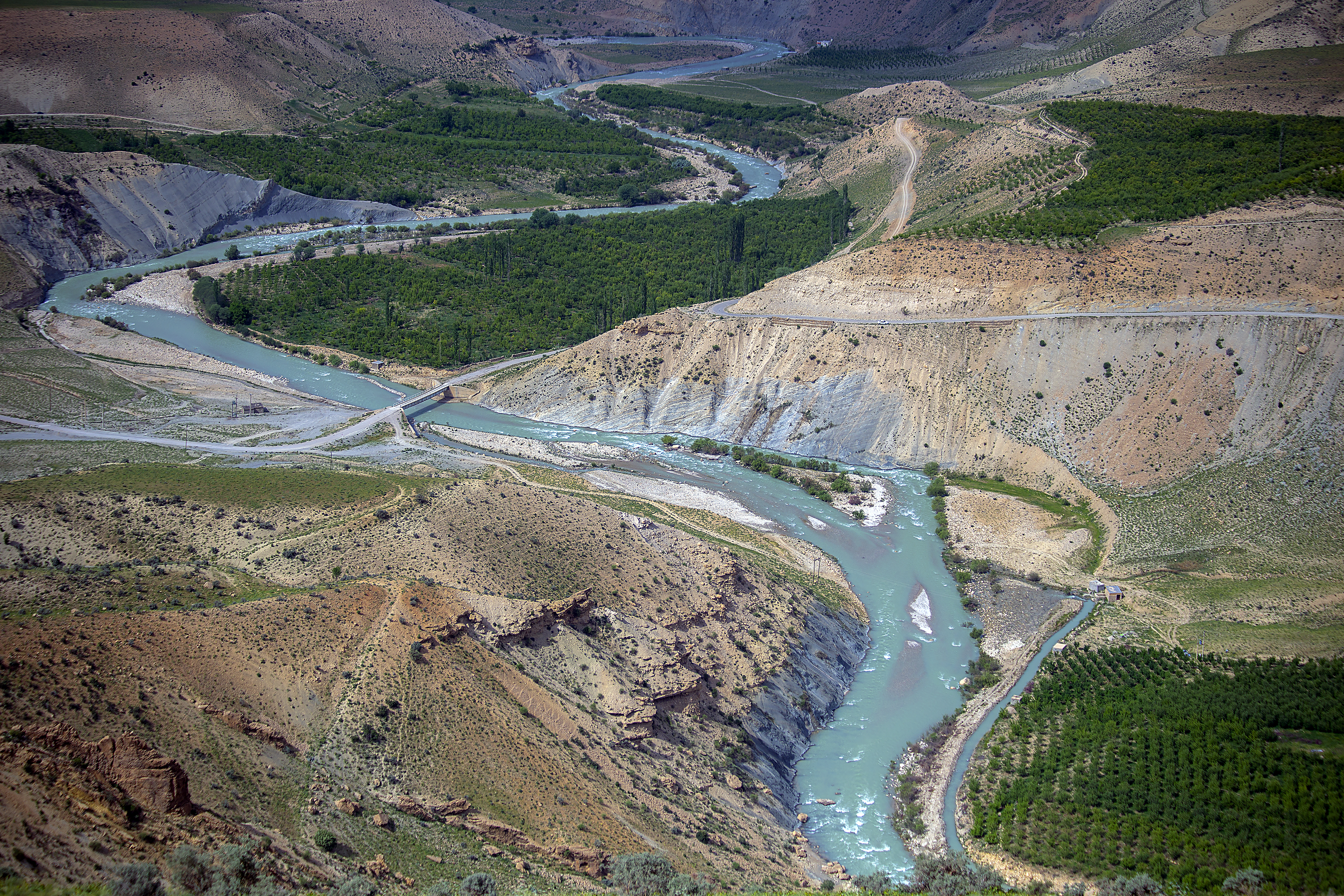
رود جاری از کوه پادنا در روستای خفر
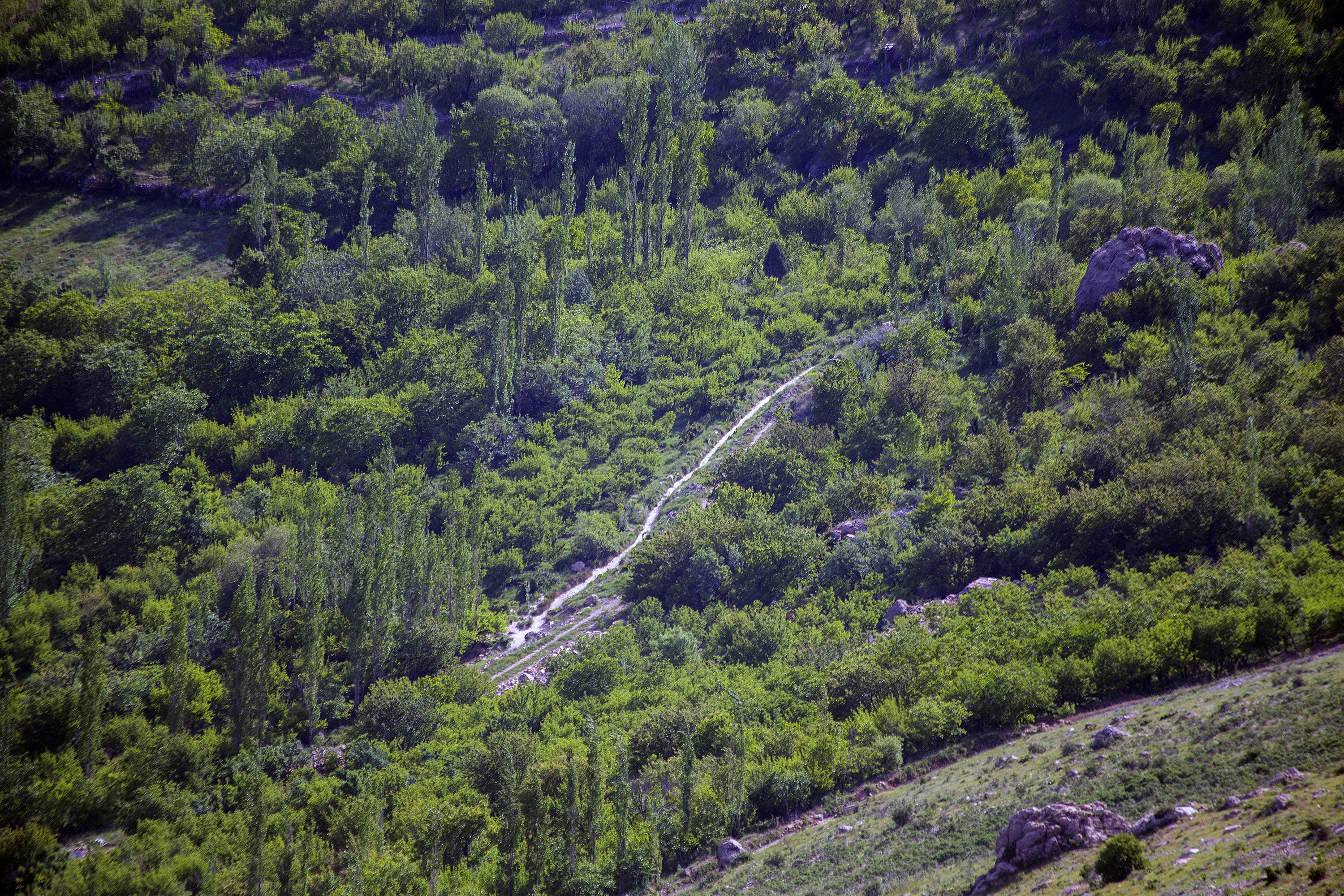
آبراهی در روستای خفر
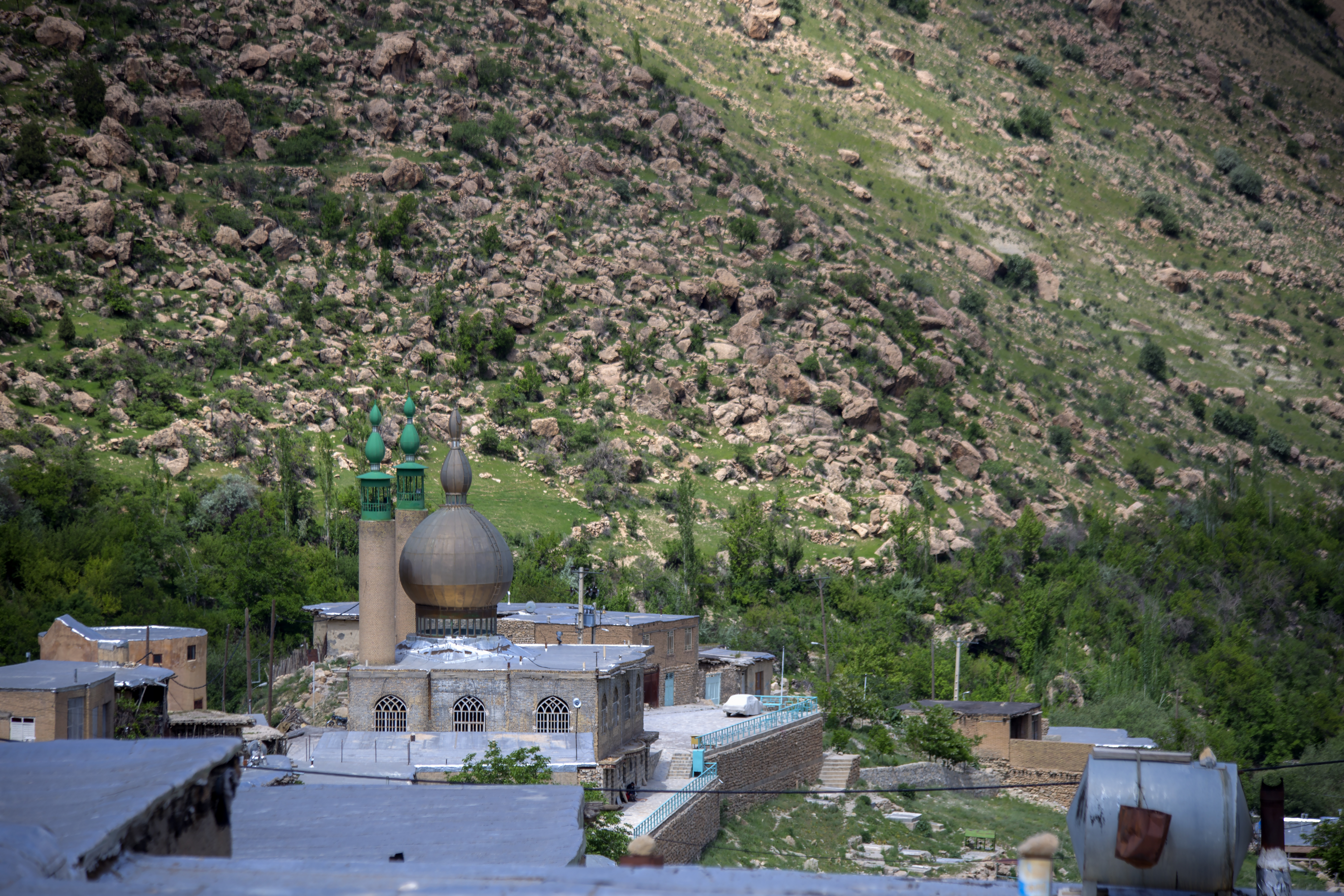
امامزاده روستای خفر
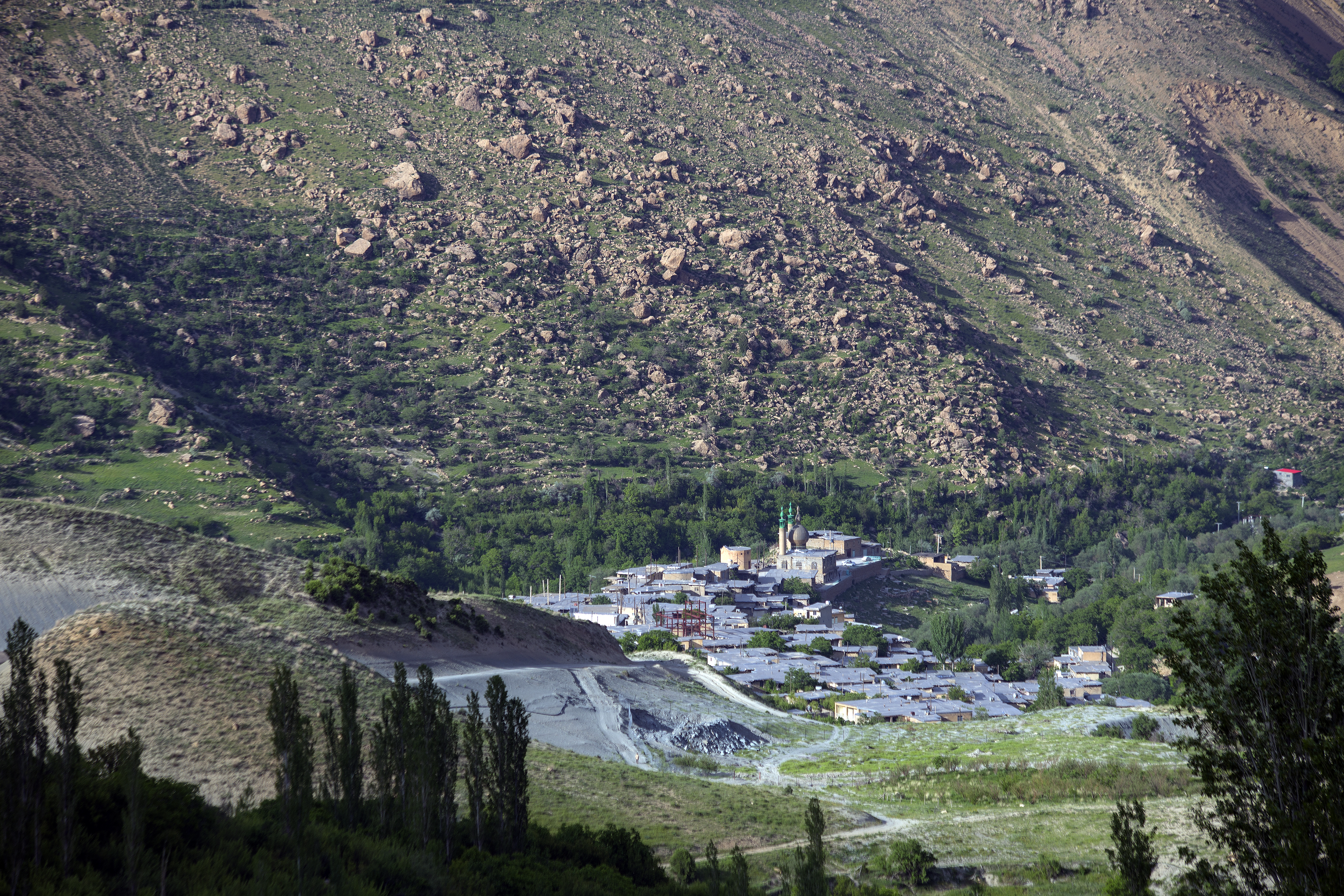
نمایی از روستای خفر سمیرم